# 박주운
박주운(1909년 2월 8일~1985년 3월 21일)은 대한민국의 정치인이다. 제5대 국회의원을 지냈다.

## 역대 선거 결과
|  | 54.66% |

|  | 24.63% |